# Christophe Pourcel
Christophe Pourcel (Marsiglia, 16 agosto 1988) è un pilota motociclistico francese ritiratosi dall'attività agonistica, vincitore del mondiale MX2 nel 2006.

## Carriera
Pourcel ha iniziato con le motocross a livello internazionale nel 2004, e ha presto stupito tutti. Ha concluso la sua prima stagione al quinto posto, vincendo una gara nella Repubblica Ceca.
Nel 2006, lui e suo fratello Sébastien divennero i piloti ufficiali Kawasaki per il Team GPKR (fondato dal padre Roger e da Patrick Gelade). Nel 2006 ha vinto il FIM Motocross MX2 World Championship, divenendo l'ottavo francese a vincere un mondiale Motocross e il terzo pilota più giovane ad averne mai vinto uno.

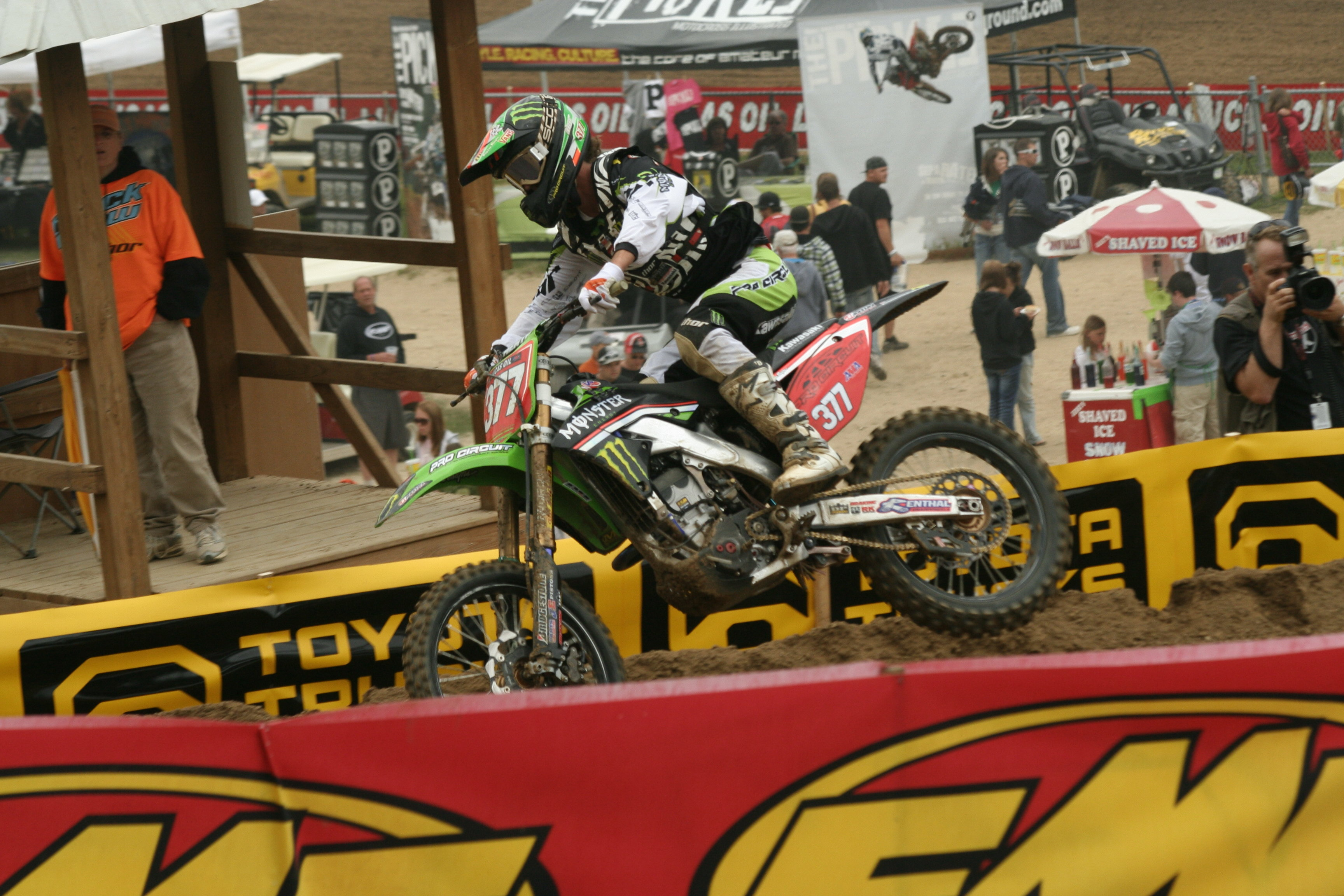
Pourcel in una fase di gara a Milville nel 2009.

Nel 2007 Pourcel ha subito un incidente catastrofico alla MXGP in Irlanda, fratturandosi l'osso sacro e subendo una paralisi parziale. Dopo aver dedicato tutto il 2008 al recupero, ha gareggiato nel Supercross AMA Motocross e serie.
Il 28 marzo 2009 Pourcel ha vinto l'AMA Supercross Lites East Championship, e poi si è classificato al secondo posto nel Lucas Oil Motocross 2009 series, in sella alla Kawasaki 250 Monster Energy Pro-Circuit.
Nel 2010 Christophe ha vinto l'AMA Supercross Lites East Championship, e si è classificato terzo nel Lucas Oil Motocross (National) 2010, in testa al campionato finché non si fratturò la spalla destra nella gara dell'11 settembre a Pala, America.
Nel 2011 Christophe ha deciso di gareggiare nella 450 negli Stati Uniti, provando con Honda Geico, Yamaha Rock Star Team Valli e Yamaha Motoconcetps, con la quale ha gareggiato qualche gara del Lucas AMA Oil National ma continuando ad avere sempre problemi alla schiena e alle gambe tornò in Europa in sella alla Kawasaki Pro Circuit del team CLS. Nel 2012 Pourcel ha fondato il team Kawasaki Pro Circuit 450 con Jean-Jaques Luisetti, ingaggiando il fratello Sébastien come secondo pilota. Nel 2017 ha annunciato il suo ritiro dalle competizioni.